# Anahola
Anahola é uma Região censo-designada localizada no estado americano de Havaí, no Condado de Kauai.

## Demografia
Segundo o censo americano de 2000, a sua população era de 1932 habitantes.

## Geografia
De acordo com o United States Census Bureau tem uma área de 
10,2 km², dos quais 9,7 km² cobertos por terra e 0,5 km² cobertos por água. Anahola localiza-se a aproximadamente 89 m acima do nível do mar.

## Localidades na vizinhança
O diagrama seguinte representa as localidades num raio de 20 km ao redor de Anahola. 